# ایشتوان تیسا
گراف ایشتوان تیسا (با نام کامل ایشتوان ایمره لایوش پال تیسا) (مجاری: Tisza István؛ زادهٔ ۲۲ آوریل ۱۸۶۱ در پشت – درگذشتهٔ ۳۱ اکتبر ۱۹۱۸ در بوداپست) سیاستمدار، نخست‌وزیر و عضو فرهنگستان علوم مجارستان بود. دو واقعه مهم در زمان نخست‌وزیری او ورود اتریش-مجارستان به جنگ جهانی اول و دیگری ترورش در آخرین روز انقلاب گل داوودی بوده‌است. در همین روز نیز اتحاد سیاسی اتریش-مجارستان به پایان رسید.

## پس‌زمینه

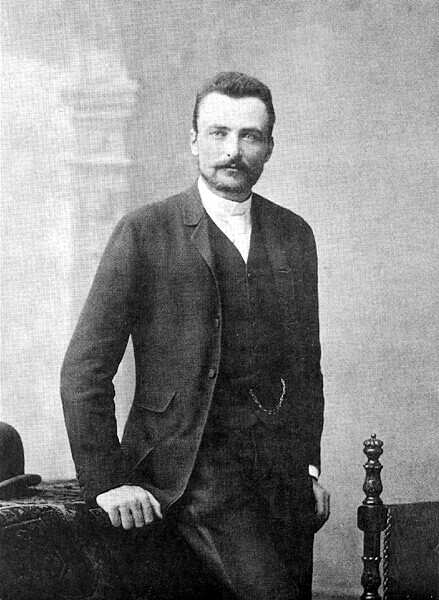
در آکسفورد

تیسا در سه شهر برلین، هایدلبرگ و بوداپست در رشته حقوق و اقتصاد تحصیل کرد و دکتری علوم سیاسی خود را هم در بوداپست گرفت. او پس از اتمام تحصیلات، پیش از ورود به دنیای سیاست برای مدت پنج سال به رسیدگی از املاک خانوادگی در شهرستان بیهار (بخش بزرگِ آن امروز رومانی، ترانسیلوانی) و گِست پرداخت. کالمان تیسا، پدر او رهبر حزب لیبرال و نخست‌وزیر مجارستان از ۱۸۷۵ تا ۱۸۹۰ بود و فرزندش، میراث‌دار پدر، با نمایندگی پارلمان وارد دنیای سیاست شد. در ابتدا، او با موضوعات عملی در اداره امور عمومی وزارت کشور آشنایی پیدا کرد و به‌طور فعال به امور کشاورزان پرداخت. پس از یک سال خدمت داوطلبانه و کسب درجه هوسار، در استان بیهار اقامت گزید و امور سیاسی و اقتصادی شهرستان را بر دست گرفت. در ۱۸۸۶ سیاست را با عضویت در حزب لیبرال و نمایندگی حوزهٔ انتخابی ویزاکنا (امروز اوکنا سیبیولویی، ترانسیلوانی) در پارلمان آغاز کرد. در انتخابات میان‌دوره‌ای ۱۸۹۲ به نمایندگی از اوی‌بانیا (امروز نوا بانا، اسلواکی) وارد مجلس شد و در کمیتهٔ اقتصادی و اداری نیز عضویت داشت. در ۱۸۹۶ هم نمایندهٔ اوگرا (امروز رومانی، براشوو) شد. سال پس از آن عمویش لقب گراف، که فرانتس یوزف اعطاء کرده‌بود را با موافقت امپراتور به وی بخشید.
تیسا رئیس و عضو هیئت مدیرهٔ چندین مؤسسه مالی از جمله رئیس بانک صنعت و تجارت مجارستان بود که پیش از تصاحب مقام نخست‌وزیری از همهٔ آن امور استعفا داد.

## اولین دورهٔ نخست‌وزیری

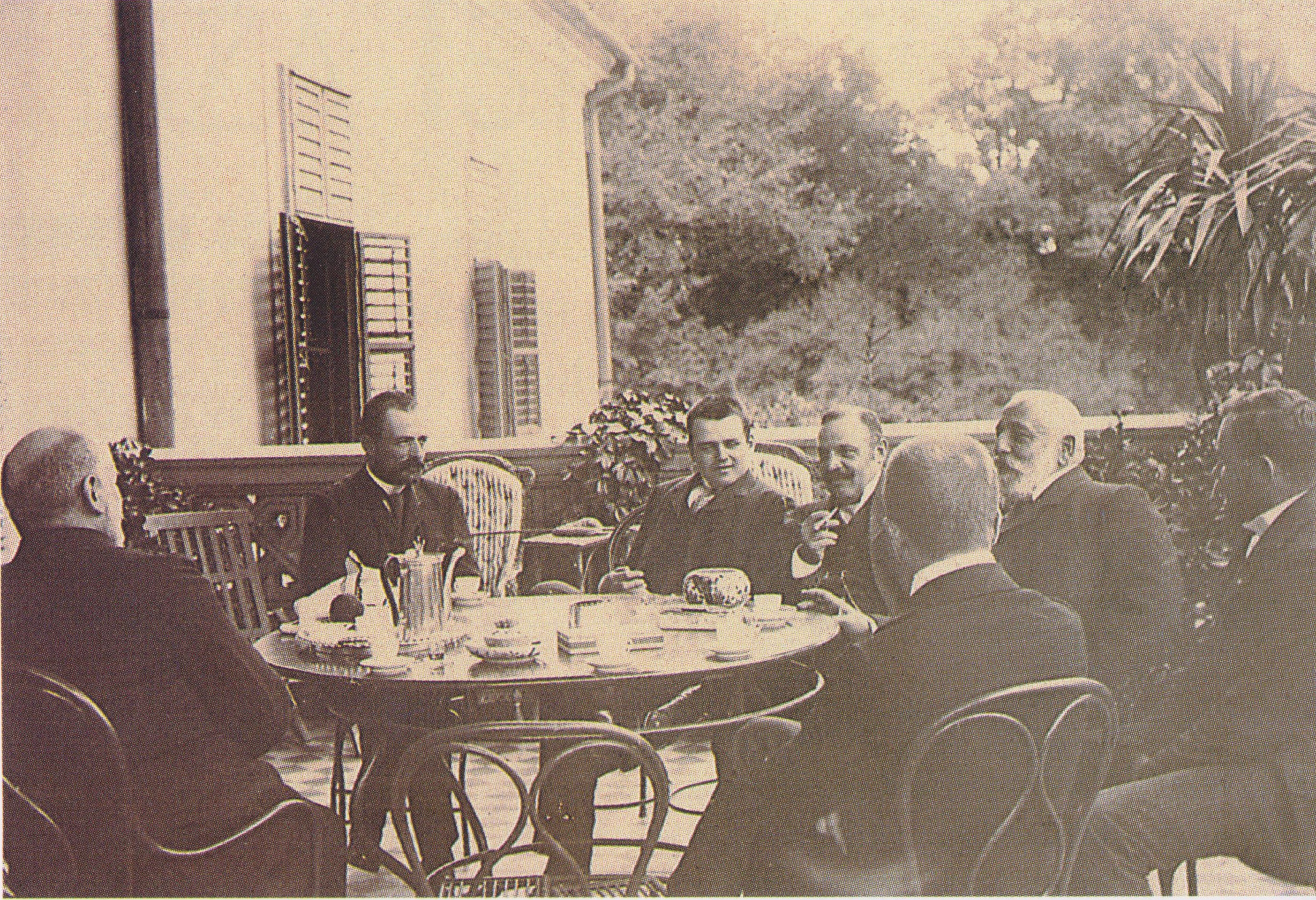
تیسا با پسرش و وزیران حزب لیبرال در ملک خانوادگی خود در گست - ۱۹۰۴

حزب لیبرال از ۱۸۷۵ و از زمان پدر تیسا بی‌وقفه با پیروزی در تمامی انتخابات در صحنهٔ قدرت بود. تیسا نمایندهٔ نوعیِ اشراف مجارستان با وفاداری نسبی به پادشاهی دوگانه اتریش-مجارستان قلمداد می‌شد و دیدگاهی ملی-فئودالی و اساساً اقتدارگرا و سازش‌ناپذیر با خواسته‌های اقلیت داشت. او که از حدود ۱۹۰۰ بر فضای سیاسی کشور مسلط بود، به عنوان رئیس حزب لیبرال و با آوردن بیشترین رأی، اولین دولت خود را در ۳ نوامبر ۱۹۰۳ تشکیل داد ولی با بروز بحران سیاسی که به پیروزی ناسیونالیست‌ها انجامید در ۱۸ ژوئن ۱۹۰۵، برکنار و گزا فیرواری به جای وی به نخست‌وزیری برگزیده‌شد. محل اصلی اختلاف بین دربار وین و حزب مخالفان تغییر زبان رسمی از آلمانی به مجاری در ارتش مشترک، شاخهٔ مجاری آن بود؛ درخواستی که بارها توسط فرانتس یوزف رد شده‌بود. پس از ائتلاف انتخاباتی چندین نماینده از حزب لیبرال با گروه مخالف که اکثریت آن متعلق به حزب استقلال و ۴۸ (مخالفان پادشاهی دوگانه) بود و با بالا گرفتن اختلافات، درخواستی مبنی بر جدایی ارتش از سوی ائتلاف مطرح شد، که تفسیری جز ریشه‌کنی امپراتوری نداشت. با وجود اینکه حزب لیبرال در اقلیت قرار گرفته بود، در ابتدا تیسا همچنان در سمت خود باقی ماند که به بحرانی جدی مبدل گشت. پس از برکناری تیسا، کابینهٔ موقت فیرواری مورد حمایت هیچ‌یک از احزاب قرار نگرفت و بحران در نهایت با سازش میان ائتلاف و دربار با انتصاب شاندور وکرله در ۸ آوریل ۱۹۰۶ حل شد. تیسا پس از شکست حزب لیبرال و انحلال آن، فعالیت خود را محدود به مجلس اعلا کرد و از مباحثات سیاسی دوری گزید ولی قدرت و نفوذ سیاسی او آنچنان کاسته نشد. سرانجام حزب استقلال نتوانست اهداف خود را جهت حفظ منافع مجارستان به تحقق رساند و در ۲۵ آوریل ۱۹۰۹ استعفا داد.

## حزب ملی کار
در ۱۹ فوریه ۱۹۱۰، تیسا حزب ملی کار را از اعضای قدیمی حزب لیبرال تأسیس کرد که متعاقباً در انتخابات همان سال با قاطعیت پیروز شد. در سال‌های ‎ ۱۹۱۰–۱۹۱۸در مقاطعی سمتی نیز در دولت نداشت، ولی به‌صورت دفاکتو رهبر اصلی حزب بود و قدرت و نفوذ سیاسی داشت. تا ۱۹۱۳ که تیسا سمت نخست‌وزیری را پذیرفت، کاروی کوئن هیدرواری از حزبِ کار عهده‌دار این سمت بود. پس از ژوئن ۱۹۱۲، دولت به تغییر و اصلاح سیاست داخلی که در سازش ۱۸۶۷ پایه‌ریزی شده‌بود، پرداخت. اقتصاد اجتماعی و زندگی سیاسی پس از سازش موضوعات اصلاح بودند. کمی پیش از جنگ نیز چندین لایحه مربوط به قانون انتخابات، مطبوعات و اختیارات ویژه در صورت جنگ تصویب شد.
تیسا با حق رأی عمومی مخالف بود و در این مورد با فرانتس یوزف نیز اختلاف‌نظر داشت. در مجلهٔ آبزِروِر مجاری مطالعات و نظرات او درین‌باره منتشر شده‌است؛ که معتقد بود، «حق رأی به استاندارد بالای مادی و معنوی احتیاج دارد» و مجارستان در آن زمان در مرحله‌ای از توسعهٔ اجتماعی نبود که بتواند دموکراسی سیاسی کامل یا نامحدود داشته‌باشد. طبق قانون زنان حق رأی نداشتند و حق رأی در مورد مردان نیز محدود بود و شروط سن و تحصیلات داشت.
تیسا حل مسئله ملی را در وهله اول نه با جلب رضایت اقلیت‌ها، بلکه با تقویت حاکمیت مجارستان در نظر داشت. از نظر تیسا، آیندهٔ مجارستان وابسته به ادامه حیات پادشاهی دوگانه بود و حفظ اتریش-مجارستان به عنوان یک قدرت بزرگ اروپایی گریزناپذیر می‌نمود. با داشتن چنین انسجام درونی قویی امکان جلوگیری از گرایش‌های بازپیوندخواهی اقلیت صرب و رومانیایی به وجود آمده و پادشاهی رومانی و صربستان را متوجه خیال‌پردازانه بودن ادعای ارضی جاه‌طلبانه خود کند و سرانجام اعتبار اتحاد سه‌گانه را ارتقا بخشیده و رومانی و صربستان را از دامان روسیه به سوی اتریش سوق دهد.

### ترور ناموفق
در ۱۹۱۲ تیسا از اصلاحات ارتش مشترک اتریش-مجارستان برای تقویت قدرت نظامی حمایت می‌کرد. در مقابل، حزب استقلال در جهت منافع بیشتر برای ارتش مجاری و استفاده از زبان مجاری در فرماندهی تأکید داشت. نفوذ و قدرت تیسا مانعی جدی بر سر راه مخالفان بود و از آبستراکسیون آنان جلوگیری کرد. وی با اشاره به مصوبهٔ ۱۸۴۸، از نیروی پلیس خواست تا نمایندگان مخالف از جمله دیولا کواچ، یکی از نمایندگان حزب استقلال را با زور بیرون کنند. تیسا موفق شد قانون حفاظتی تصویب کند و برخی اعضای حزب مخالف در ۴ ژوئن ۱۹۱۲ برکنار شوند. کواچ در ۷ ژوئن اقدام به ترور تیسا در ساختمان پارلمان مجارستان کرد که هنوز نشانه‌های آن در ساختمان قابل مشاهده است. تیسا اما بدون آسیب‌دیدگی جلسه را ادامه داد.

### نخست‌وزیری
امپراتور در ۷ ژوئن ۱۹۱۳ برای دومین بار سمت نخست‌وزیری را به تیسا سپرد و در آن اوضاع بی‌ثبات بین‌المللی او استحکام قدرت دولت را در صدر وظایف خود قرار داد. آزادی اجتماع و قانون مطبوعات با الهام از مدل اروپای غربی توسط احکامی تنظیم و مجازات‌هایی برای افترا، رفتارهای توهین‌آمیز و گسترش ترس وضع شد، به‌گونه‌ای که ارباب مطبوعات برای اول بار در تاریخ مجارستان برای دعوی قضایی به دادگاه فراخوانده و در صورت احقاق ملزم به پرداخت جریمه می‌شدند. علی‌رغم اینکه چنین قوانینی در آمریکا و اروپای غربی اجرا می‌شد، قوانین دولت جدید از سوی روزنامه‌نگاران و اصحاب قلم مجاری معاصر، نقض آزادی بیان و آزادی مطبوعات شمرده شد.

## جنگ جهانی اول
در دورهٔ حساس پس از ترور فرانتس فردیناند در سارایوو، که منجر به جنگ جهانی اول شد، تیسا مخالف جنگ با صربستان بود؛ که دیدگاهی نادر در اتریش-مجارستان قلمداد می‌شد. او معتقد بود که با الحاق یک سرزمین اسلاوی در جنوب، تعادل درونی امپراتوری دچار تزلزل خواهد شد. همچنین نگرانی وی از احتمال حمله به ترانسیلوانی نیز دلیل مخالفت او با درگیری نظامی بود. تیسا از ابتدا قدرت نظامی رومانی را تهدیدی علیه مجارستان می‌دانست و امکان شورش رومانیایی‌های ترانسیلوانی را جدی می‌پنداشت. در اواسط ماه ژوئیه، تیسا تسلیم فشار آلمان شد و بحث بر سر مخالفت با جنگ را متوقف کرد و تا پایان حامی جنگ ماند. آلمان بدون درخواست بده-بستان، خنثی ماندن رومانی را تضمین کرد و ستاد کل آلمان قول اعزام ۴۰٬۰۰۰ سرباز را برای دفاع از مرزهای ترانسیلوانی داد. با وجود مخالفت‌هایش، تیسا را در تمام طول جنگ مصّر به ادامه جنگ می‌دانستند و بر این اساس پشتیبانی زیادی را از دست داد.
او با نظرات امپراتور جدید، کارل در مورد اصلاحاتی چون دادن حق رأی به زنان و سربازان مخالفت کرد و از او خواسته شد که استعفا دهد که این کار را در ۲۳ مه ۱۹۱۷ انجام داد. با این حال، او نفوذ سیاسی خود را حفظ کرد و توانست تصویب حق رأی برای عموم را به تأخیر بیندازد. تیسا تا آخرین روز درگذشت همچنان مرد قدرتمند صحنهٔ سیاست در مجارستان باقی ماند.
پس از استعفا از نخست‌وزیری، وی به عنوان فرمانده هنگ هوسار در دبرتسن به جبهه رفت، که در میان سیاستمداران برجسته امری خلاف معمول بود. با ورود آمریکا، جنگ در ۱۹۱۸ پایان یافت و تیسا در اکتبر همان سال، در سخنرانی خود در پارلمان طی بیانیه‌ای شکست در جنگ را اعلام کرد. انقلاب گل داوودی در ۲۸ اکتبر آغاز شد و سه روز بعد، در ۳۱ اکتبر یوزف فردیناند به نمایندگی از کارل، میهای کارویی را مأمور تشکیل دولت کرد.

## ترور و درگذشت

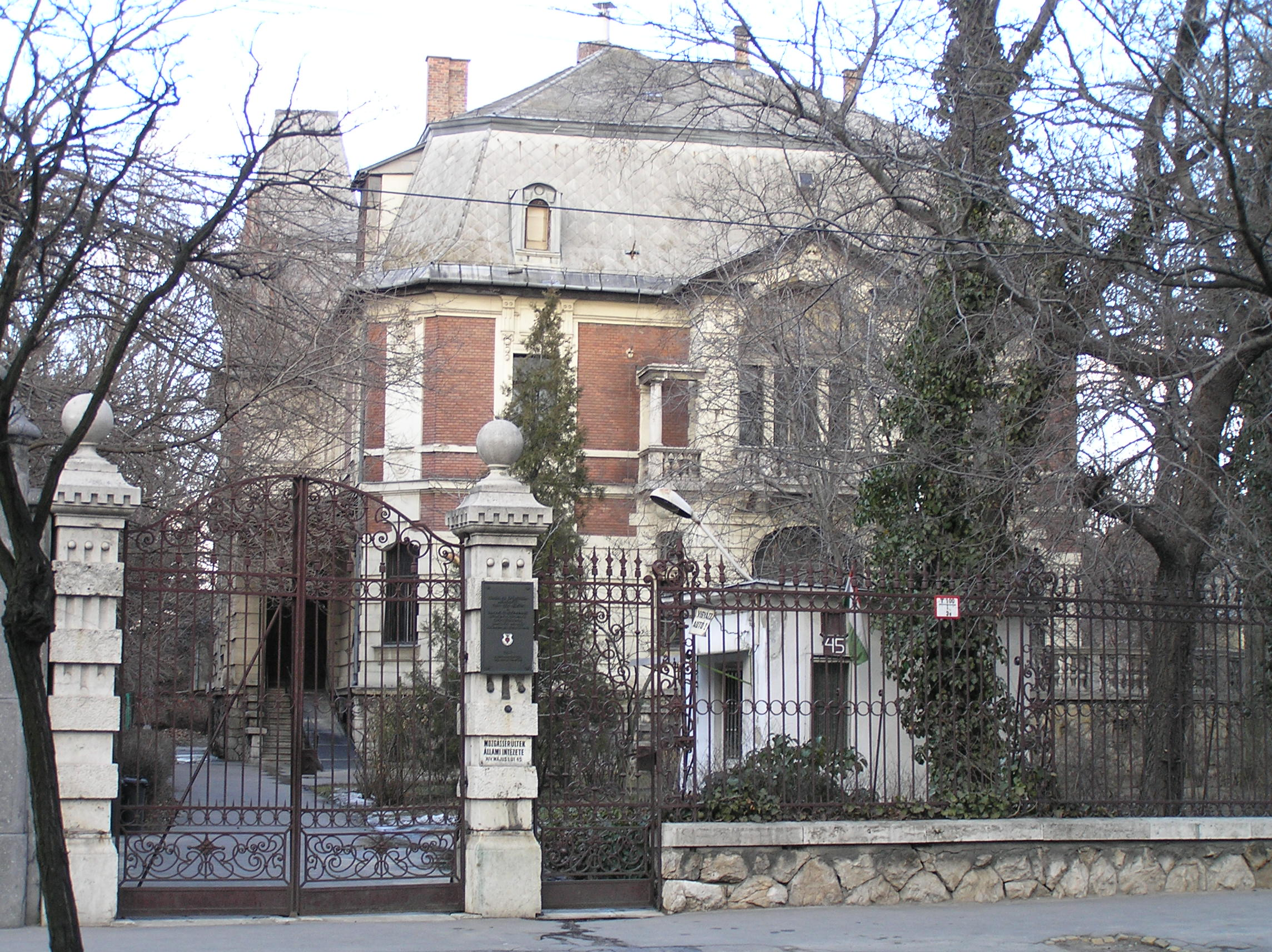
ویلای روهِیم - منزل استیجاری تیسا که در آن ترور شد.

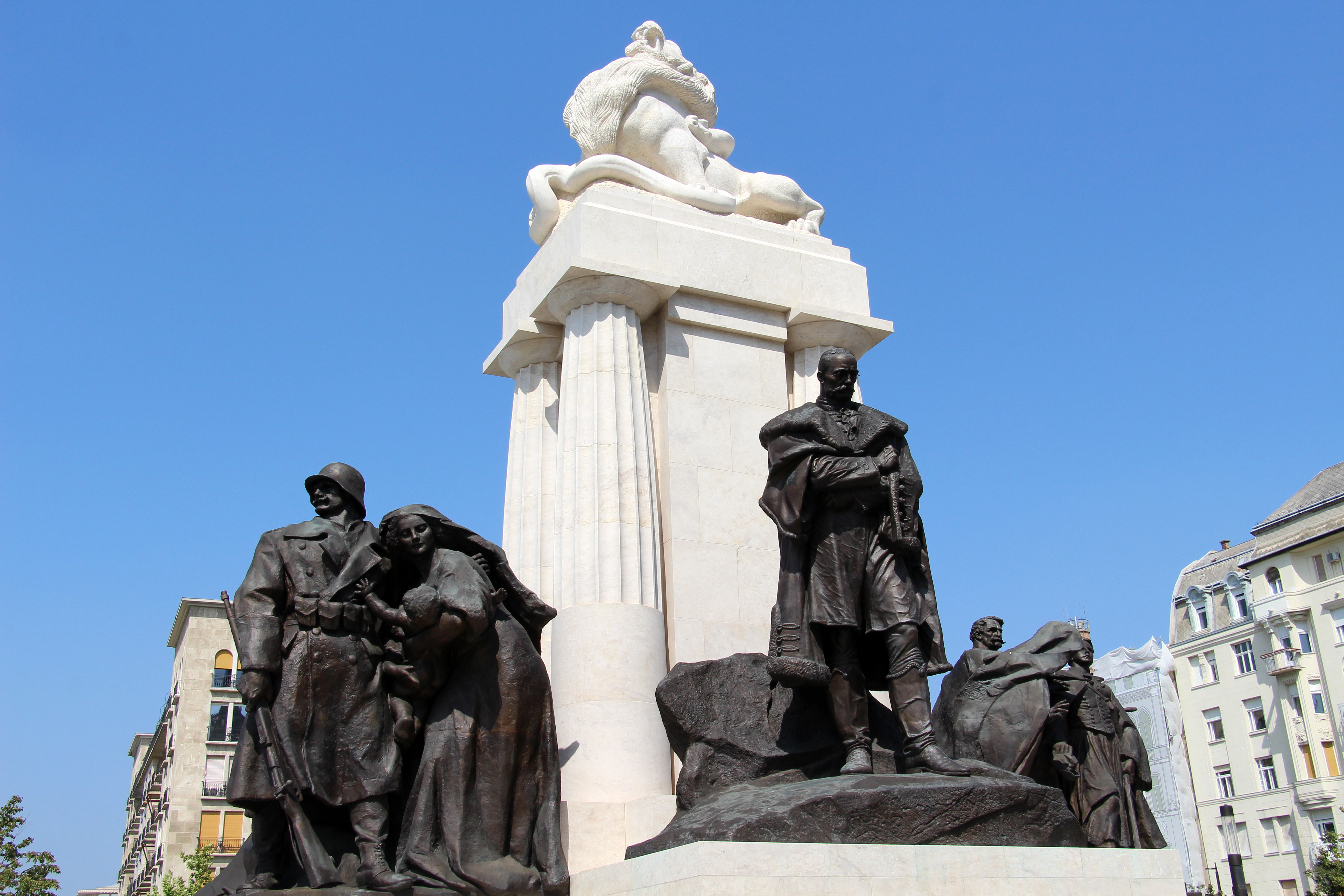
مجسمهٔ یادبود ایشتوان تیسا در میدان کشوت؛ ساخت اِرنو فورِک، جرج زالا و آنتال اوربان در ۱۹۳۴ - نصب مجدد در ۲۰۱۴ کار ایمره اِلِک.

ایشتوان تیسا، به همراه همسر و خواهرزاده‌اش، در طبقهٔ همکف ویلایی در پِشت خیابان هِرمینا شمارهٔ ۳۵ زندگی می‌کردند؛ طبقهٔ اول متعلق به صاحب‌خانه، شاموئل روهِیم بود که با خانواده‌اش در آنجا سکنی داشتند. این خانه نیز به نام صاحبش ویلای روهِیم شهرت دارد. در عصر ۳۱ اکتبر ۱۹۱۸ مصادف با اولین روز نخست‌وزیری کارویی، دو کامیون نظامی وارد کوچهٔ پشتی شد و افراد مسلح با ورود به ویلا و ضرب چند گلوله او را در برابر چشم همسر و خواهرزاده‌اش از پای درآوردند. در ماه‌های پیش از آن وی چندین بار تهدید به مرگ شده‌بود ولی علی‌رغم اصرار اطرافیان از بوداپست خارج نشد.

## یادبود
قبر تیسا در گورابه خانوادگی قلعهٔ تیسا در گست قرار دارد. در ۱۹۸۳ افرادی ناشناس با شکستن تابوت وی، جمجمهٔ او را به سرقت بردند.
وی در ۱۲ فوریه ۱۹۱۴ به عنوان شهروند افتخاری مونکاچ انتخاب شد.
از گروه مجسمه‌های یادبود ایشتوان تیسا بر اساس طرح جرج زالا، آنتال اوربان و اِرنو فورِک در ۲۲ آوریل ۱۹۳۴، به مناسبت زادروزش در بوداپست، در ضلع شمالی پارلمان پرده‌برداری شد. این مجموعه در طول جنگ جهانی دوم آسیب دید و سپس توسط افراد ناشناس در بهار ۱۹۴۵ تخریب شد. تمام این یادبود توسط ایمره اِلِک با قطعات باقیماندهٔ آن به‌طور کامل بازآفرینی و در ۹ ژوئن ۲۰۱۴، روز عید پنجاهه رونمایی شد.

## زندگی خصوصی
تیسا سال ۱۸۸۵ در بیست و چهار سالگی با دختر عموی خود، ایلونا، که سال‌ها عاشق او بود، ازدواج کرد. دو فرزند حاصل این ازدواج بود؛ ایشتوان که ۵ روز پس از ترور پدرش در سی و دو سالگی بر اثر آنفلونزای اسپانیایی درگذشت و یولیشکا که در کودکی از پای درآمد.

## یادداشت
1. ↑  Nemzeti Munkapárt
2. ↑  Magyar Figyelő
3. ↑  Quid pro quo
4. ↑  مجاری: Róheim Sámuel